# Sport- und Schwimmverein Reutlingen 05 1963-1964
Questa voce raccoglie le informazioni riguardanti lo Sport- und Schwimmverein Reutlingen 05 nelle competizioni ufficiali della stagione 1963-1964.

## Stagione
Nella stagione 1963-1964 il Reutlingen, allenato da Georg Wurzer, concluse il campionato di Regionalliga sud al 5º posto. In Coppa di Germania il Reutlingen fu eliminato al primo turno dallo Stoccarda.

## Rosa
| N. |                     | Ruolo | Calciatore      |
| -- | ------------------- | ----- | --------------- |
|    | Germania (bandiera) | P     | Herold Görigk   |
|    | Germania (bandiera) | P     | Horst Hoffmann  |
|    | Germania (bandiera) | P     | Heiner Schober  |
|    | Germania (bandiera) | D     | Walter Hämmerle |
|    | Germania (bandiera) | D     | Heinz Kostorz   |
|    | Germania (bandiera) | D     | Rolf Schafstall |
|    | Germania (bandiera) | D     | Heinz Schimmel  |
|    | Germania (bandiera) | C     | Rolf Bertram    |
|    | Germania (bandiera) | C     | Werner Fritschi |
|    | Germania (bandiera) | C     | Manfred Groß    |

| N. |                     | Ruolo | Calciatore        |
| -- | ------------------- | ----- | ----------------- |
|    | Germania (bandiera) | C     | Gerhard Jost      |
|    | Germania (bandiera) | C     | Günther Kasperski |
|    | Germania (bandiera) | C     | Rudolf Kröner     |
|    | Germania (bandiera) | C     | Rudolf Schießl    |
|    | Germania (bandiera) | C     | Heinz Wendel      |
|    | Germania (bandiera) | A     | Herbert Ammer     |
|    | Germania (bandiera) | A     | Dieter Gresens    |
|    | Germania (bandiera) | A     | Manfred Kammal    |
|    | Germania (bandiera) | A     | Horst Sattler     |
|    | Germania (bandiera) | A     | Knut Tagliaferri  |

## Organigramma societario
Area tecnica
- Allenatore: Georg Wurzer
- Allenatore in seconda:
- Preparatore dei portieri:
- Preparatori atletici:
- Analisi video:

## Calciomercato

### Sessione estiva
| Acquisti | Acquisti         | Acquisti          | Acquisti |
| R.       | Nome             | da                | Modalità |
| -------- | ---------------- | ----------------- | -------- |
| A        | Herbert Ammer    | Augusta           |          |
| D        | Rolf Schafstall  | Hamborn 07        |          |
| A        | Knut Tagliaferri | Kickers Stoccarda |          |
| C        | Heinz Wendel     | Kickers Stoccarda |          |

| Cessioni | Cessioni         | Cessioni      | Cessioni |
| R.       | Nome             | a             | Modalità |
| -------- | ---------------- | ------------- | -------- |
| C        | Ulrich Biesinger | Augusta       |          |
| C        | Horst Rick       | New York Hota |          |

## Risultati

### Regionalliga

#### Girone di andata
| Arbitro: | Kandlbinder |

|           |           |                             |
| Schied 5’ | Marcatori | 17’ Wendel 70’ (aut.) Engel |

| Arbitro: | Wengenmayer |

|                            |           |            |
| Wendel 13’ Tagliaferri 83’ | Marcatori | 43’ Brecht |

| Arbitro: | Tschenscher |

|  |           |            |
|  | Marcatori | 3’ Bertram |

| Arbitro: | Maurus |

|                                       |           |  |
| Sattler 78’ Tagliaferri 86’ Ammer 87’ | Marcatori |  |

| Arbitro: | Fischer |

|                     |           |  |
| Späth 31’ Kraft 35’ | Marcatori |  |

| Arbitro: | Mathieu |

|             |           |             |
| Sattler 13’ | Marcatori | 63’ Borutta |

| Arbitro: | Hubbuch |

|                                           |           |                          |
| Kacmac 37’ Sterzik 69’, 89’ Haseneder 84’ | Marcatori | 3’ Ammer 88’ Tagliaferri |

| Arbitro: | Jacobi |

|                                             |           |            |
| Tagliaferri 9’ Gresens 13’, 31’ Sattler 28’ | Marcatori | 64’ Krüger |

| Arbitro: | Siebert |

|                       |           |                 |
| Greim 36’ Richter 57’ | Marcatori | 30’ Tagliaferri |

| Arbitro: | Gusenburger |

|                 |           |                    |
| Kammal 44’, 87’ | Marcatori | 12’, 36’ Mikulasch |

| Arbitro: | Heckeroth |

|                                           |           |              |
| Sattler 7’ Ammer 11’, 71’ Tagliaferri 62’ | Marcatori | 77’ Fröhlich |

| Arbitro: | Betz |

|              |           |                 |
| Schüning 54’ | Marcatori | 60’ Tagliaferri |

| Arbitro: | Handwerker |

|                          |           |               |
| Sattler 7’ Kasperski 21’ | Marcatori | 13’, 37’ Gast |

| Arbitro: | Scheuring |

|                                  |           |  |
| Alt 22’ Kuster 46’ Jendrosch 58’ | Marcatori |  |

| Arbitro: | Fischer |

|                                           |           |  |
| Kasperski 42’ Neff 75’ (aut.) Gresens 76’ | Marcatori |  |

| Arbitro: | Kandlbinder |

|  |           |                        |
|  | Marcatori | 8’ Sattler 79’ Gresens |

| Arbitro: | Riegg |

|                                           |           |                      |
| Tagliaferri 2’, 87’ Ammer 22’ Gresens 68’ | Marcatori | 15’ Zaczyk 24’ Krauß |

| Arbitro: | Frickel |

|                                        |           |                                       |
| Sattler 31’ Kröner 61’ Tagliaferri 71’ | Marcatori | 28’, 74’, 77’ Reuter 70’, 84’ Schäfer |

| Arbitro: | Hager |

|            |           |                 |
| Perras 76’ | Marcatori | 33’ Tagliaferri |

#### Girone di ritorno
| Arbitro: | Schreiner |

|  |           |                                           |
|  | Marcatori | 15’ Tagliaferri 70’ Kasperski 78’ Gresens |

| Arbitro: | Siebert |

|                                       |           |  |
| Tagliaferri 21’ Ammer 30’ Bertram 72’ | Marcatori |  |

| Arbitro: | Scheuring |

|                |           |                                 |
| Rosanowski 12’ | Marcatori | 46’, 85’ Tagliaferri 63’ Kammal |

| Reutlingen 10 maggio 1964 23ª giornata       | Reutlingen | 1 – 0 referto | FSV Francoforte | Stadion an der Kreuzeiche |
| \| \| \| \| \| Kammal 73’ \| Marcatori \| \| |            |               |                 |                           |
|                                              |            |               |                 |                           |
| Kammal 73’                                   | Marcatori  |               |                 |                           |

| Arbitro: | Handwerker |

|                                                                       |           |                             |
| Ohlhauser 7’, 19’, 34’ Brenninger 84’ Schneider 87’, 89’ Drescher 90’ | Marcatori | 54’ Tagliaferri 78’ Bertram |

| Arbitro: | Eisemann |

|                 |           |                           |
| Kölz 56’ (aut.) | Marcatori | 63’ Koubeck 77’ Haseneder |

| Arbitro: | Tremmel |

|                                         |           |                                    |
| Gunkel 25’ Masurek 32’ Schweighöfer 38’ | Marcatori | 6’, 14’, 64’ Tagliaferri 81’ Ammer |

| Arbitro: | Fritz |

|             |           |  |
| Kostorz 90’ | Marcatori |  |

| Arbitro: | Gathof |

|               |           |                 |
| Mikulasch 26’ | Marcatori | 19’ Tagliaferri |

| Arbitro: | Fritz |

|  |           |                                 |
|  | Marcatori | 26’, 67’, 88’ Ammer 43’ Sattler |

| Arbitro: | Wengenmayer |

|                             |           |  |
| Sattler 14’ Tagliaferri 84’ | Marcatori |  |

| Arbitro: | Frickel |

|                                   |           |           |
| Tripp 15’ Gast 43’, 44’ Adler 69’ | Marcatori | 2’ Kröner |

| Arbitro: | Reil |

|  |           |                                     |
|  | Marcatori | 20’ Jendrosch 86’ Becker 88’ Burjan |

| Arbitro: | Heumann |

|                                              |           |                                      |
| Pfenninger 32’ Corell 43’ Schwarzfischer 52’ | Marcatori | 33’ Wendel 35’ Tagliaferri 46’ Ammer |

| Reutlingen 18 aprile 1964 34ª giornata                                                               | Reutlingen | 3 – 3 referto                 | Kickers Stoccarda | Stadion an der Kreuzeiche (2 500 spett.) |
| \| \| \| \| \| Kasperski 15’ Kostorz 60’ Kammal 75’ \| Marcatori \| 55’, 83’ Fürther 87’ Heinrich \| |            |                               |                   |                                          |
| |            |                               |                   |                                          |
| Kasperski 15’ Kostorz 60’ Kammal 75’                                                                 | Marcatori  | 55’, 83’ Fürther 87’ Heinrich |                   |                                          |

| Arbitro: | Bien |

|            |           |            |
| Zaczyk 25’ | Marcatori | 3’ Sattler |

| Arbitro: | Hager |

|            |           |                |
| Reuter 17’ | Marcatori | 1’, 84’ Kröner |

| Reutlingen 23 maggio 1964 37ª giornata                                   | Reutlingen | 1 – 3 referto              | Fürth | Stadion an der Kreuzeiche (1 000 spett.) |
| \| \| \| \| \| Kostorz 57’ \| Marcatori \| 43’, 60’ Knopf 77’ Brzuske \| |            |                            |       |                                          |
|                                                                          |            |                            |       |                                          |
| Kostorz 57’                                                              | Marcatori  | 43’, 60’ Knopf 77’ Brzuske |       |                                          |

| Arbitro: | Güller |

|                         |           |  |
| Kostorz 23’ Gresens 80’ | Marcatori |  |

### Coppa di Germania
| Arbitro: | Wengenmayer |

|                          |           |                         |
| Entenmann 67’ Höller 94’ | Marcatori | 86’ Gresens 97’ Kostorz |

| Arbitro: | Betz |

|  |           |                                          |
|  | Marcatori | 59’, 72’ Reiner 61’ Höller 80’ Pfisterer |

## Statistiche

### Statistiche di squadra
| Competizione      | Punti | In casa | In casa | In casa | In casa | In casa | In casa | In trasferta | In trasferta | In trasferta | In trasferta | In trasferta | In trasferta | Totale | Totale | Totale | Totale | Totale | Totale | DR  |
| Competizione      | Punti | G       | V       | N       | P       | Gf      | Gs      | G            | V            | N            | P            | Gf           | Gs           | G      | V      | N      | P      | Gf     | Gs     | DR  |
| ----------------- | ----- | ------- | ------- | ------- | ------- | ------- | ------- | ------------ | ------------ | ------------ | ------------ | ------------ | ------------ | ------ | ------ | ------ | ------ | ------ | ------ | --- |
| Regionalliga sud  | 47    | 19      | 11      | 4       | 4       | 42      | 26      | 19           | 8            | 5            | 6            | 34           | 35           | 38     | 19     | 9      | 10     | 76     | 61     | +15 |
| Coppa di Germania | -     | 1       | 0       | 0       | 1       | 0       | 4       | 1            | 0            | 1            | 0            | 2            | 2            | 2      | 0      | 1      | 1      | 2      | 6      | -4  |
| Totale            | 47    | 20      | 11      | 4       | 5       | 42      | 30      | 20           | 8            | 6            | 6            | 36           | 37           | 40     | 19     | 10     | 11     | 78     | 67     | +11 |

### Andamento in campionato
| Giornata  | 1 | 2 | 3 | 4 | 5 | 6 | 7 | 8 | 9 | 10 | 11 | 12 | 13 | 14 | 15 | 16 | 17 | 18 | 19 | 20 | 21 | 22 | 23 | 24 | 25 | 26 | 27 | 28 | 29 | 30 | 31 | 32 | 33 | 34 | 35 | 36 | 37 | 38 |
| --------- | - | - | - | - | - | - | - | - | - | -- | -- | -- | -- | -- | -- | -- | -- | -- | -- | -- | -- | -- | -- | -- | -- | -- | -- | -- | -- | -- | -- | -- | -- | -- | -- | -- | -- | -- |
| Luogo     | T | C | T | C | T | C | T | C | T | C  | C  | T  | C  | T  | C  | T  | C  | C  | T  | T  | C  | T  | C  | T  | C  | T  | C  | T  | T  | C  | T  | C  | T  | C  | T  | T  | C  | C  |
| Risultato | V | V | V | V | P | N | P | V | P | N  | V  | N  | N  | P  | V  | V  | V  | P  | N  | V  | V  | V  | V  | P  | P  | V  | V  | N  | V  | V  | P  | P  | N  | N  | N  | V  | P  | V  |
| Posizione | 3 | 4 | 2 | 2 | 4 | 4 | 8 | 5 | 7 | 7  | 7  | 6  | 7  | 8  | 6  | 6  | 6  | 6  | 6  | 5  | 5  | 4  | 4  | 5  | 5  | 5  | 5  | 5  | 5  | 4  | 5  | 5  | 5  | 5  | 5  | 5  | 5  | 5  |

Legenda:

Luogo: C = Casa; T = Trasferta. Risultato: V = Vittoria; N = Pareggio; P = Sconfitta.

### Statistiche dei giocatori
| Giocatore      | Regionalliga sud | Regionalliga sud | Regionalliga sud | Regionalliga sud | Coppa di Germania | Coppa di Germania | Coppa di Germania | Coppa di Germania | Totale   | Totale | Totale      | Totale     |
| Giocatore      | Presenze         | Reti             | Ammonizioni      | Espulsioni       | Presenze          | Reti              | Ammonizioni       | Espulsioni        | Presenze | Reti   | Ammonizioni | Espulsioni |
| -------------- | ---------------- | ---------------- | ---------------- | ---------------- | ----------------- | ----------------- | ----------------- | ----------------- | -------- | ------ | ----------- | ---------- |
| H. Ammer       | 26               | 11               | 0                | 2                | 0                 | 0                 | 0                 | 0                 | 26       | 11     | 0           | 2          |
| R. Bertram     | 23               | 3                | 0                | 0                | 0                 | 0                 | 0                 | 0                 | 23       | 3      | 0           | 0          |
| W. Fritschi    | 5                | 0                | 0                | 0                | 1                 | 0                 | 0                 | 0                 | 6        | 0      | 0           | 0          |
| D. Gresens     | 24               | 7                | 0                | 0                | 2                 | 1                 | 0                 | 0                 | 26       | 8      | 0           | 0          |
| M. Groß        | 0                | 0                | 0                | 0                | 0                 | 0                 | 0                 | 0                 | 0        | 0      | 0           | 0          |
| H. Görigk      | 32               | 0                | 0                | 0                | 2                 | 0                 | 0                 | 0                 | 34       | 0      | 0           | 0          |
| H. Hoffmann    | 6                | 0                | 0                | 0                | 0                 | 0                 | 0                 | 0                 | 6        | 0      | 0           | 0          |
| W. Hämmerle    | 15               | 0                | 0                | 0                | 0                 | 0                 | 0                 | 0                 | 15       | 0      | 0           | 0          |
| G. Jost        | 16               | 0                | 0                | 0                | 1                 | 0                 | 0                 | 0                 | 17       | 0      | 0           | 0          |
| M. Kammal      | 17               | 5                | 0                | 0                | 2                 | 0                 | 0                 | 0                 | 19       | 5      | 0           | 0          |
| G. Kasperski   | 35               | 4                | 0                | 0                | 2                 | 0                 | 0                 | 0                 | 37       | 4      | 0           | 0          |
| H. Kostorz     | 32               | 4                | 0                | 0                | 2                 | 1                 | 0                 | 0                 | 34       | 5      | 0           | 0          |
| R. Kröner      | 35               | 4                | 0                | 0                | 2                 | 0                 | 0                 | 0                 | 37       | 4      | 0           | 0          |
| H. Sattler     | 34               | 10               | 0                | 0                | 1                 | 0                 | 0                 | 0                 | 35       | 10     | 0           | 0          |
| R. Schafstall  | 37               | 0                | 0                | 0                | 2                 | 0                 | 0                 | 0                 | 39       | 0      | 0           | 0          |
| R. Schießl     | 31               | 0                | 0                | 1                | 2                 | 0                 | 0                 | 0                 | 33       | 0      | 0           | 1          |
| H. Schimmel    | 0                | 0                | 0                | 0                | 0                 | 0                 | 0                 | 0                 | 0        | 0      | 0           | 0          |
| H. Schober     | 1                | 0                | 0                | 0                | 0                 | 0                 | 0                 | 0                 | 1        | 0      | 0           | 0          |
| K. Tagliaferri | 32               | 22               | 0                | 0                | 2                 | 0                 | 0                 | 0                 | 34       | 22     | 0           | 0          |
| H. Wendel      | 17               | 3                | 0                | 0                | 1                 | 0                 | 0                 | 0                 | 18       | 3      | 0           | 0          |